# Lively (Virginia)
Lively è un'area non incorporata della Contea di Lancaster nello Stato della Virginia, Stati Uniti d'America.

## Società

### Evoluzione demografica
La città non possiede proprie forze di polizia, ma è protetta dall'Ufficio dello Sceriffo della Contea di Lancaster.
I servizi di emergenza medica sono forniti dall'Upper Lancaster Volunteer Rescue Squad, mentre il servizio di antincendio è fornito dall'Upper Lancaster Volunteer Fire Department.
Lively è anche l'autoproclamato capoluogo della Contea dell'Upper Lancaster.

## Monumenti e luoghi d'interesse
La Fox Hill Plantation e la St. Mary's, Whitechapel sono edifici elencati nel National Register of Historic Places.